# Woropańszczyzna
Woropańszczyzna – dawna wieś. Obecnie część Zarzeczan na Białorusi, w obwodzie witebskim, w rejonie brasławskim, w sielsowiecie Ciecierki.

## Historia
W czasach zaborów wieś i gmina w powiecie dzisieńskim, w guberni wileńskiej Imperium Rosyjskiego.
W latach 1921–1945 wieś leżała w Polsce, w województwie wileńskim, w powiecie dziśnieńskim (od 1926 w powiecie brasławskim), w gminie Jody.
Według Powszechnego Spisu Ludności z 1921 roku zamieszkiwało tu 110 osób, 109 było wyznania rzymskokatolickiego, 1 prawosławnego. Jednocześnie 38 mieszkańców zadeklarowało polską, 66 białoruską, a 6 litewską przynależność narodową. Były tu 20 budynków mieszkalnych. W 1931 w 24 domach zamieszkiwało 136 osób.
Wierni należeli do parafii rzymskokatolickiej w Ikaźni. Miejscowość podlegała pod Sąd Grodzki w Brasławiu i Okręgowy w Wilnie; właściwy urząd pocztowy mieścił się w Jodach.